# 新莫斯科夫斯克區
54°01′39″N 38°17′48″E / 54.02750°N 38.29667°E
新莫斯科夫斯克區（俄语：Новомосковский район），是俄羅斯的一個區，位於該國的西部，由圖拉州負責管轄，面積906平方公里，2010年該區人口143,848，人口密度每平方公里158.77人。